# Wenzel Melweiß
Wenzel Melweiß (* um 1440 in den Niederlanden; † nach 1498 in Dettingen) war ein niederländischer, in Württemberg lebender Theologe. Er war in den Jahren 1481–1498 der Stiftspropst der Brüder vom gemeinsamen Leben in Herrenberg.

## Leben
Wo Wenzel Melweiß studiert hat, ist nicht bekannt. Er kam nach Württemberg, als Graf Eberhard im Bart 1479 an der Amandus-Pfarrkirche in seiner Residenzstadt Urach ein Fraterherrenhaus gründete. Dies geschah, nachdem der Graf zuvor die Brüder vom gemeinsamen Leben im Kloster Butzbach kennen gelernt und beschlossen hatte, sie in seinem Land anzusiedeln. Möglicherweise kam Wenzel Melweiß nach Urach gerade aus Butzbach. Eberhard im Bart hatte vermutlich von Anfang an vorgehabt, das in Herrenberg existierende Chorherrenstift durch das Fraterherrenstift zu ersetzen. Die Gelegenheit dazu bot sich ihm, als Anfang 1481 der Propst des Chorherrenstiftes, Leonhard Nötlich, verstarb. Eberhard im Bart informierte die Chorherren über seine Pläne bezüglich des Stiftes und versuchte offenbar vergeblich, die Chorherren zum Verzicht auf ihre Pfründen zu bewegen. Ohne zu zögern, wandte er sich an den Papst Sixtus IV. mit der Bitte, Wenzel Melweiß als Propst des Herrenberger Stiftes zu bestätigen und es zu reorganisieren. Der Papst entsprach der Bitte: Am 17. März 1481 ernannte er Melweiß zum Propst und am 23. März verfügte er in zwei Bullen die Umwandlung des weltlichen Chorherrenstifts in ein Fraterherrenstift. Darin bezog er sich ausdrücklich auf den in Herrenberg entbrannten Widerstand. Die Bullen beseitigten den Widerstand der Chorherren nicht, der sich ab da vorrangig gegen den ihnen aufgenötigten Propst richtete.
Für die zu entstehende Brüdergemeinschaft leitete Melweiß 1481 den Bau der Propstei in die Wege. Das 1483 fertiggestellte Gebäude enthielt auch ein Refektorium und ein Schlafsaal. Die Investitur von Wenzel Melweiß fand erst am 20. Mai 1482 statt. Um dem Propst den Rücken zu stärken, nahm Graf Eberhard demonstrativ an der Feier teil. Da sich die Lage auch danach nicht änderte, beauftragte der Papst am 22. September 1483 den Abt des Klosters Blaubeuren und den Propst des Heiligkreuzstifts in Stuttgart, Wenzel Melweiß zu unterstützen und die Chorherren zur Entscheidung zu zwingen, entweder den Fraterherren beizutreten oder gegen eine angemessene Pension auf ihre Pfründen zu verzichten. Nur einer, Caspar Rockenbuch, ein Bruder des Abtes von Bebenhausen, trat zu den Brüdern vom gemeinsamen Leben über. Die übrigen Chorherren fanden sich schließlich mit einer Pension von 50 fl ab. Sie blieben fast alle in Herrenberg und taten ihr Missbehagen kund. Die führende Schicht der Stadt wurde ohnehin von ihnen vom Anfang an gegen Melweiß aufgewiegelt. Der neue Propst wurde nicht mit einem üblichen Einstandsgeschenk begrüßt, obwohl sogar der Baumeister der Propstei drei Maß Wein als Geschenk erhielt. Als 1488 Wenzel Melweiß gemäß der päpstlichen Bulle einen neuen Pfarrer einsetzte, gab es eine offensichtliche Unstimmigkeit. Die Stadt beklagte sich drei Mal diesbezüglich beim Grafen Eberhard. Eine weitere Beschwerde betraf die Nonnen – offenbar die von Melweiß eingeführten Beginen.
Trotz dieser Schwierigkeiten ist es Melweiß gelungen, ein bleibendes Werk in Herrenberg zu hinterlassen. Als er nach Herrenberg kam, war die Stiftskirche noch nicht fertig. Es fehlte vor allem das Gewölbe, das Mauerwerk hatte außerdem – weil die Kirche offen war – an machen Stellen Schäden, die ausgebessert werden mussten. Mit diesen Arbeiten beauftragte Melweiß 1488 den Maurermeister Hans von Ulm. Die Arbeiten dauerten bis 1493 an. Auf diese Weise wurde die Kirche im Wesentlichen vollendet. Weitere Arbeiten konnten zunächst nicht fortgesetzt werden, u. a. weil sich die Stadt an den Baukosten nicht beteiligte.
Man wusste in Herrenberg, dass man, solange Graf bzw. Herzog Eberhard lebte, dem unbeliebten Propst nichts anhaben konnte. Kaum war der Herzog am 25. Februar 1496 gestorben, schickte man einen Boten nach Stuttgart mit der Bitte, den Propst abzulösen. Doch auch Eberhards Nachfolger Eberhard II. hielt an Melweiß fest. Nach der baldigen Absetzung Eberhards II. Ende März 1498 änderte sich aber die Lage. Der Regentschaftsrat, der die Regierung für den minderjährigen Herzog Ulrich führte, wollte sich offenbar dieses Problem ersparen und zwang Melweiß zum Verzicht auf sein Amt. Seinen Lebensabend verbrachte Melweiß in einem der Dettingen, wohl in Dettingen bei Rottenburg. Da es dort nur die unter der Leitung der Franziskaner lebenden Eremiten gab, ist das als Ausdruck einer tiefen Resignation zu werten. Offenbar hatte auch das Generalkapitel der Brüder vom gemeinsamen Leben den Herrenberger Propst fallen lassen. Der resignierte Melweiß sah keine andere Wahl, als auf das Gemeinschaftsleben unter Brüdern zu verzichten und sich mit der Einsamkeit eines Eremiten zu begnügen.